# Batuhan
Batuhan ist ein türkischer männlicher Vorname mit der Bedeutung „starker oder siegreicher Herrscher“, abgeleitet von dem türkischen und mongolischen Vornamen Batu mit der Bedeutung „treu“, „Han“ (Mongolisch: Khan mit der Bedeutung „Held“). Die mongolische Variante von Batuhan ist Bathaan.

## Namensträger

### Form Batuhan
- Batuhan Altıntaş (* 1996), türkischer Fußballspieler
- Batuhan Altıntaş (Leichtathlet) (* 1996), türkischer Sprinter
- Batuhan Artarslan (* 1994), türkischer Fußballspieler
- Batuhan Çetin (* 1994), türkischer Fußballspieler
- Batuhan Gözgeç (* 1990), türkisch-russischer Boxer
- Batuhan İşçiler (* 1995), türkischer Fußballspieler
- Batuhan Karadeniz (* 1991), türkischer Fußballspieler
- Batuhan Kırdaroğlu (* 2000), türkischer Fußballspieler
- Mehmet Batuhan Şenel (* 1996), türkischer Fußballspieler
- Batuhan Tur (* 1992), türkischer Fußballspieler

### Form Batu
- Batu Khan (1205–1255), mongolischer Fürst